# Božena Němcová

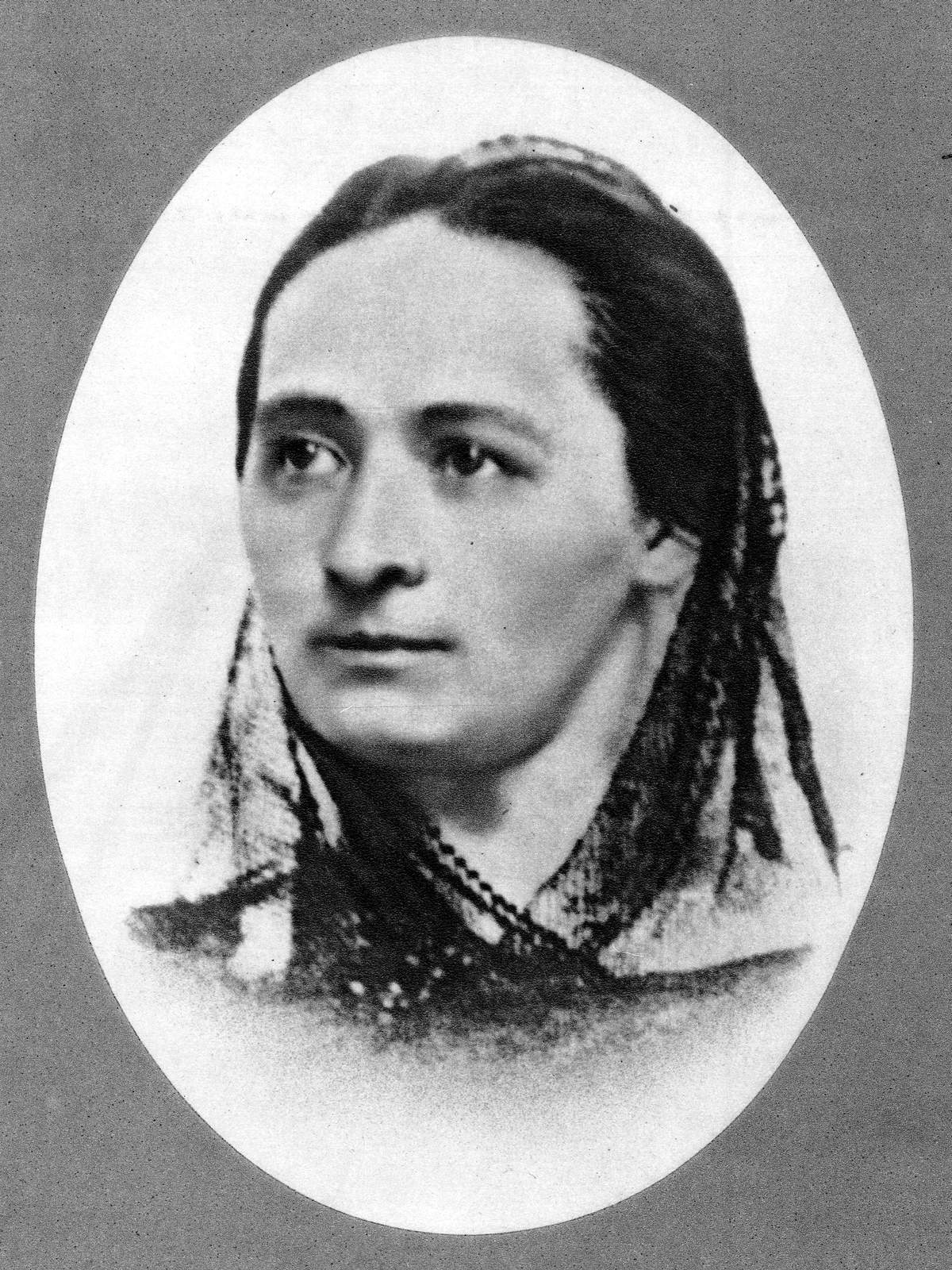
Božena Němcová
Daguerreotypie um 1850

Božena Němcová ([ˈbɔʒɛna ˈɲɛmt͡sɔvaː]) (* 4. Februar 1820 in Wien; † 21. Januar 1862 in Prag; auch Božena Němec) war eine tschechische Schriftstellerin und Sammlerin von Volksmärchen. Ihr Roman Die Großmutter (Babička) gehört zu den bekanntesten Klassikern der tschechischen Literatur.

## Leben
Das genaue Datum und der Ort der Geburt von Božena Němcová sind nicht bekannt. Üblicherweise wird angeführt, dass sie am 4. Februar 1820 in Wien, Alservorstadt 206, als Barbara Nowotny, die uneheliche Tochter der Theresia, Tochter des Georg Nowotny, geboren und am 5. Februar 1820 in der Alserkirche in der Alservorstadt getauft wurde. Im Sommer 1820 kam Theresia Nowotny (1797–1863) mit Tochter Barbara nach Ratibořice auf der Herrschaft Nachod, damals im Besitz der Herzogin Wilhelmine von Sagan, wo sie im Schloss die Anstellung als herrschaftliche Wäscherin bekam. Am 7. August 1820 heiratete sie in der Kirche Mariä Himmelfahrt in Skalička, heute Teil von Česká Skalice (deutsch Böhmisch Skalitz), den aus Gainfarn in Niederösterreich stammenden herrschaftlichen Kutscher Johann Pankl (1794–1850), wodurch Barbara legitimiert wurde. In der Zweitschrift der Taufmatrikel der Alserkirche ist Johann Pankl bereits als Vater eingetragen.
In den Jahren 1824–1830 besuchte Němcová die Schule in Česká Skalice, danach wurde sie in die Familie des Schlossverwalters in Chvalkovice, Augustin Hoch, „zur Erziehung“ geschickt, um ihre Allgemeinbildung zu vertiefen, Deutschkenntnisse zu perfektionieren, Klavier, Handarbeit und Manieren zu lernen. Sie verbrachte dort drei Jahre, bevor sie nach Ratibořice zurückkehrte. Aufgrund dieser Tatsachen, gestützt auf die Eintragungen in den Schulbüchern sowie Němcovás Mitteilungen in ihrer Privatkorrespondenz, ist anzunehmen, dass sie in Wirklichkeit früher als 1820 zur Welt kam. Dieses Jahr, das in ihrem Taufschein stand, wurde erst auch seit ihrer Verheiratung als das offizielle Geburtsjahr angegeben. Die Historikerin Helena Sobková führt das Jahr 1816, der Němcová-Forscher Jaroslav Šůla 1818 an.

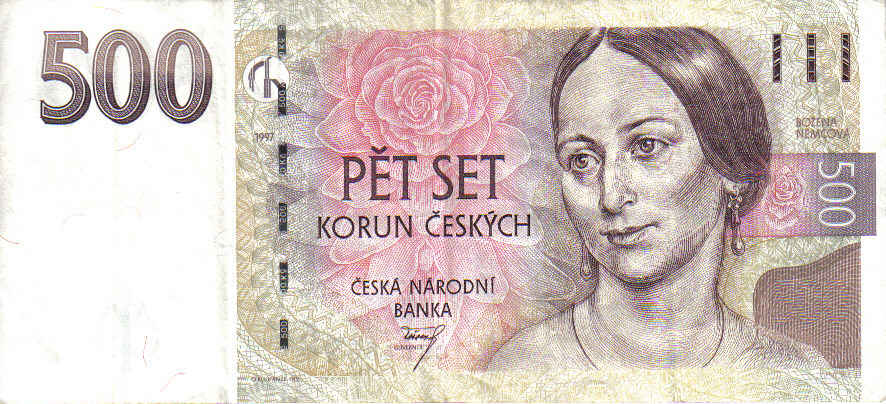
500-Kronen-Banknote mit Božena Němcová

Im Jahre 1837 heiratete sie auf Drängen der Mutter den Finanzbeamten Josef Němec (1805–1879) aus Červený Kostelec, einen tschechischen Patrioten, der ihr nationales Bewusstsein entscheidend prägte. Die Verbindung erwies sich als nicht glücklich; dies ist nicht zuletzt auf die ständigen finanziellen Schwierigkeiten der Familie zurückzuführen. Josef Němec mangelte es an Diensteifer, dafür fielen seine ausgeprägt nationalistischen Aktivitäten den Vorgesetzten unangenehm auf. Sein zur Schau getragenes Tschechentum negierte die Supranationalität der k. u. k. Beamtenschaft, die sich als ein wichtiges Integrationsinstrument des Vielvölkerstaates wahrnahm. Der berufliche Aufstieg blieb aus, der häufige Dienstortwechsel, den seine Familie mitmachen musste, ist jedoch nicht als Strafmaßnahme zu deuten. In den ersten fünf Ehejahren gebar Božena Němcová vier Kinder, jedes in einer anderen Stadt. Das erste Kind, Sohn Hynek, kam 1838 in Josefov zur Welt, das zweite, Sohn Karel, 1839 in Litomyšl. 1840 wurde Josef Němec nach Polná versetzt, wo 1841 Tochter Theodora geboren wurde. 1842 wurde Prag zum Geburtsort des dritten Sohns, Jaroslav. In der Hauptstadt des böhmischen Königreichs lernte Němcová führende Mitglieder der tschechischen Nationalbewegung kennen, wie František Palacký und Václav Bolemír Nebeský. Unter ihrem Einfluss begann sie zu schreiben und nahm den tschechischen Vornamen Božena an. Zwischen 1843 und 1847 lebte die Familie in Domažlice, danach kurz in Všeruby und Nymburk. 1850 wurde Josef Němec nach Ungarn versetzt. Seine Frau weigerte sich ihm zu folgen und übersiedelte nach Prag, auch um den Kindern den Besuch tschechischer Schulen zu ermöglichen. Němec’ dienstliche Probleme kulminierten 1856, als er nach einem Veruntreuungsverdacht an seiner letzten Dienststelle in Villach zwangspensioniert wurde. Er kehrte zur Familie nach Prag zurück. Bald kam es zu Auseinandersetzungen wegen der beruflichen Zukunft der Kinder und sogar zu gewalttätigen Ausbrüchen. Božena Němcová ist zweimal aus der gemeinsamen Wohnung geflohen, nach dem zweiten Mal verweigerte sie alle Versöhnungsversuche und zog 1861 nach Litomyšl.

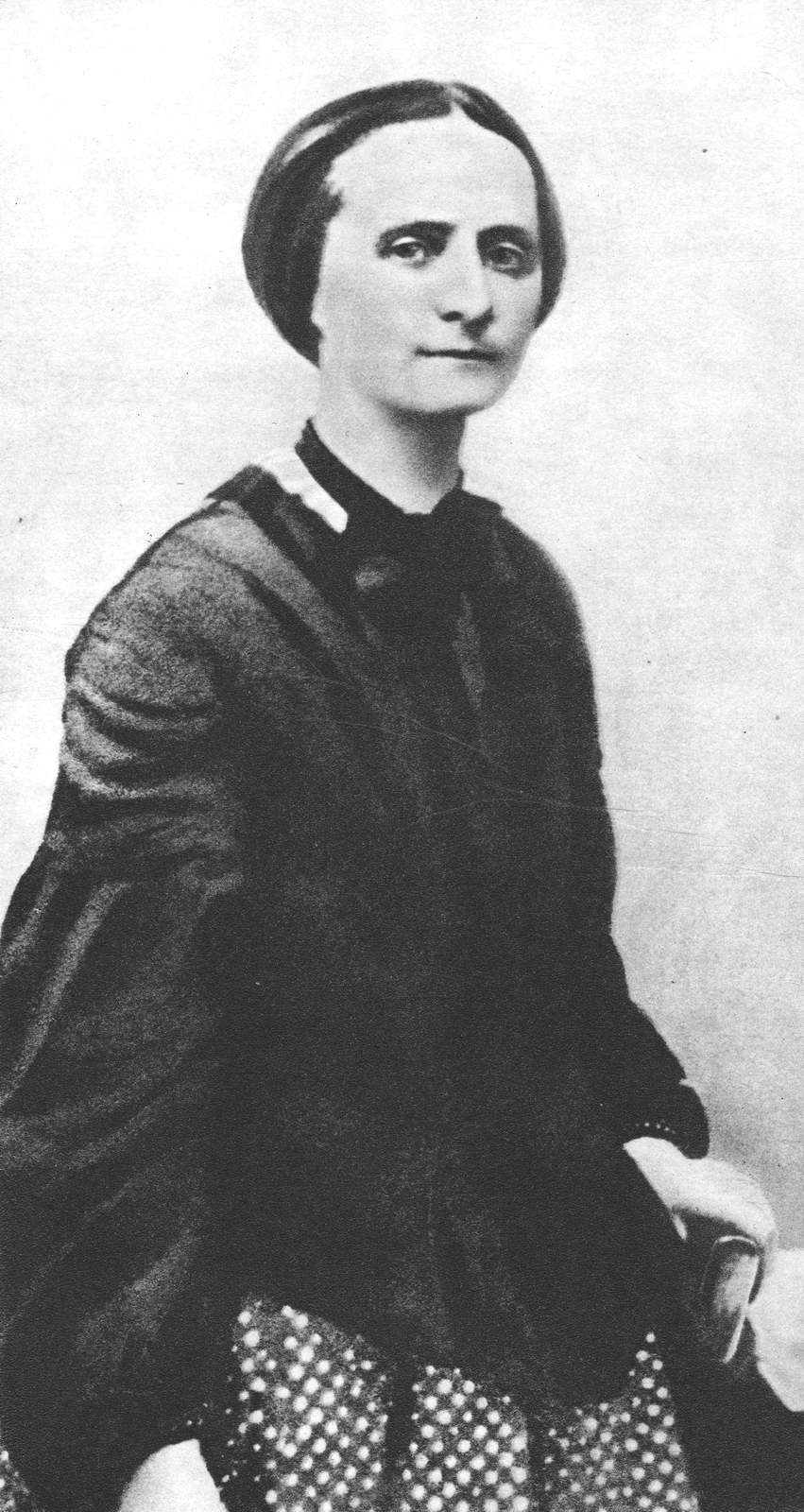
Božena Němcová
Letztes Foto (um 1860)

In den Jahren 1842–1845 schrieb sie vor allem Märchen und Gedichte. Ihr erster veröffentlichter Text war 1843 das national gestimmte Gedicht An die tschechischen Frauen (Ženám Českým); aus dieser Zeit stammt auch das Märchen Über Aschenputtel (O Popelce), das 1973 unter dem Titel Drei Haselnüsse für Aschenbrödel in Koproduktion zwischen ČSSR und DDR verfilmt wurde. Der Märchenfilm ist seit Jahren fester Bestandteil des Weihnachtsprogrammes im öffentlich-rechtlichen Fernsehen und gilt vielen als Kultfilm.
Ab 1845 publizierte sie die Reisebilder aus der Gegend von Taus (Obrazy z okolí domažlického) sowie viele Erzählungen und verschiedene Folgen von Märchen und Sagen, die sie gesammelt und in die tschechische Literatur eingeführt hatte. Ihr berühmtestes Werk ist Babička (Großmutter), das 1855 erschien und Eindrücke aus Němcovás Kindheit in Böhmen unter der prägenden Obhut ihrer Großmutter beschreibt. Dieses Werk gilt heute als eines der wichtigsten in der tschechischen Nationalliteratur.

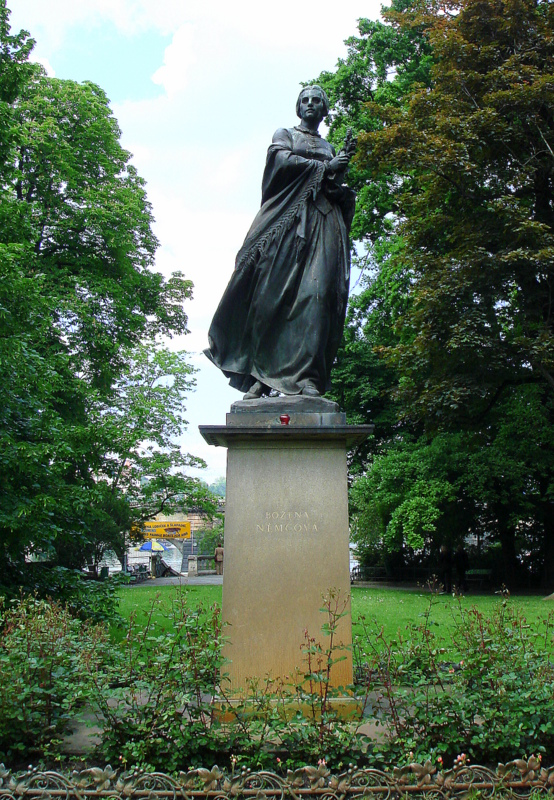
Němcová-Denkmal in Prag

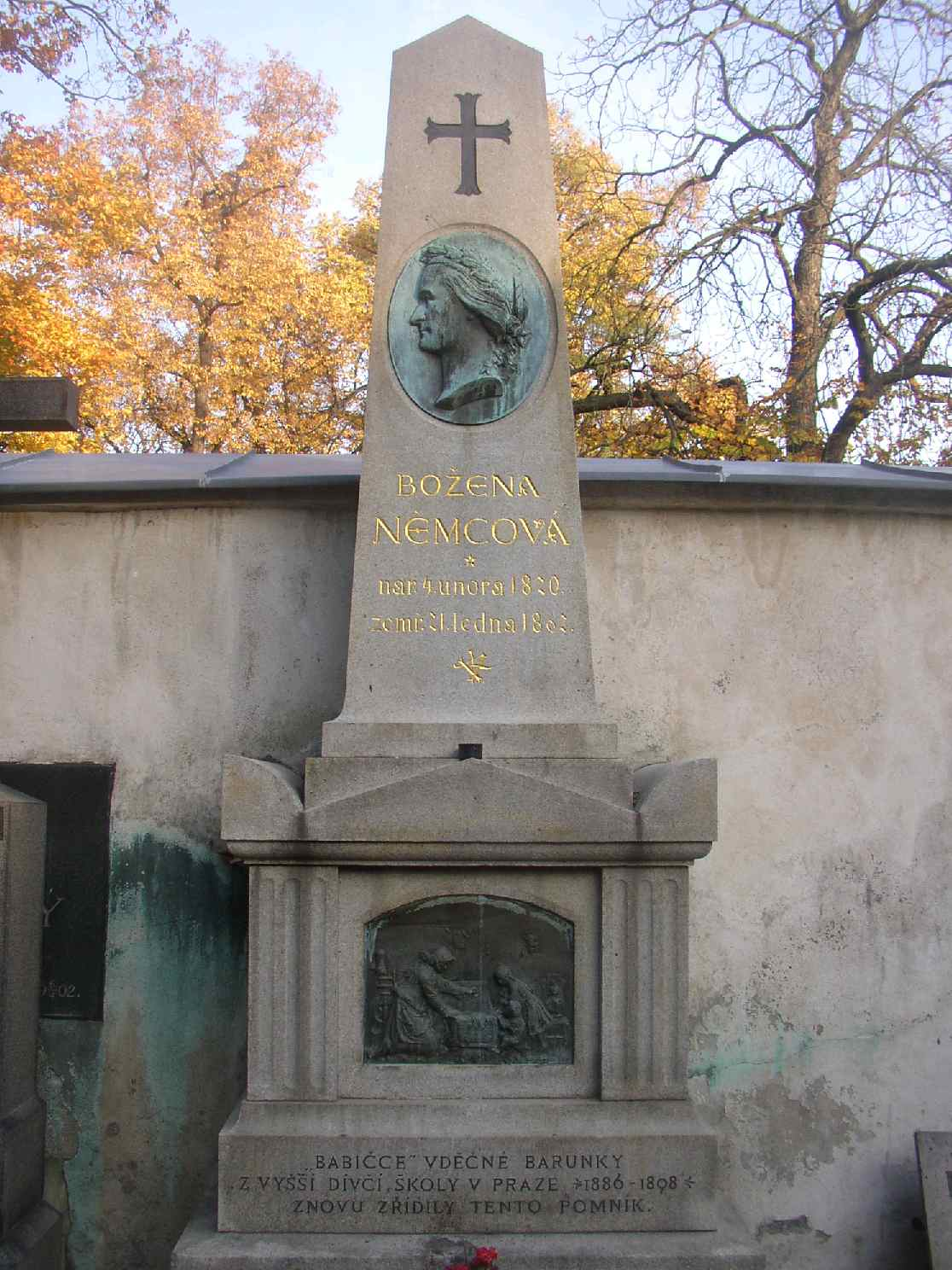
Němcovás Grab auf dem Vyšehrader Friedhof

Němcová besuchte ihren Mann mehrmals für längere Zeiträume in Ungarn. 1857 und 1858 sammelte sie Märchen (Slovenské pohádky) in slowakischer Sprache. Das war für eine Tschechin ungewöhnlich, da zu der Zeit Slowakisch von vielen ihrer Landsleute nicht als eigenständige Sprache betrachtet wurde.
Božena Němcová starb nach schwerer Krankheit 1862; sie wurde unter großer Anteilnahme auf dem Ehrenfriedhof Slavín in der Nähe der im heutigen Prag gelegenen Burg Vyšehrad beigesetzt. Dies ist unter anderem deshalb erwähnenswert, weil sie ihre letzten Lebensjahre verlassen und verarmt in Prag lebte, und keine der bedeutenden Persönlichkeiten, die ihrem Sarg nachgingen, sich in dieser Zeit ihrer annahm. Als Frau hatte sie sich um ein eigenständiges Leben bemüht, ein Versuch, sich den begrenzenden Konventionen ihres Jahrhunderts zu entziehen, und ein Ausdruck dafür, dass sie ihrer Zeit weit voraus war.

## Vermutungen zu ihrer Herkunft
Die später verbreiteten Gerüchte, nach denen nicht Johann Pankl, sondern ein adliger Herr der Vater von Božena Němcová gewesen sei – im Gespräch war der Dienstherr der Eltern, Graf Karl Rudolf –, konnten nie belegt werden. Es wurde auch immer wieder spekuliert, dass Němcová ein Adoptivkind des Ehepaares Pankl und eigentlich eine illegitime Tochter der lebensfrohen Dienstherrin der Pankls oder deren jüngerer Schwester Dorothea von Sagan war. Als potentielle Väter wurden der russische Zar Alexander I., Klemens Wenzel Fürst Metternich und andere hohe Herren des österreichischen Kaiserreichs gehandelt.
Plausibler scheint die Variante, nach der Dorothea von Sagan die Mutter von Božena Němcová und Graf Karl Clam-Martinic ihr Vater gewesen sein sollen. Die beiden sollen sich am Wiener Kongress und später auch in Paris getroffen und bis März 1816 eine leidenschaftliche Affaire gehabt haben. Nach einer aktuellen Quelle brachte Dorothea im September 1816 ein aus dieser Verbindung entstandenes Kind in Frankreich, im Kurort Bourbon-l’Archambault, zur Welt und ließ es unter dem Namen Marie-Henriette Dessalles in die Matrikel eintragen. Das Kind wäre dann später (etwa im Jahr 1820), möglicherweise durch die Vermittlung der Schwester von Dorothea, Herzogin Katharina Wilhelmine von Sagan, von Johann Pankl und Theresie Novotná als ihre Tochter Barbara angenommen und anerkannt worden.

## Werke

### Babička
Berühmt geworden ist Božena Němcová mit dem 1855 erschienenen Roman Babička (Die Großmutter), mit dem sie der tschechischen Sprache zum Durchbruch verholfen hat. Das Werk ist in bisher über 350 Auflagen in tschechischer Sprache und in zahlreichen Übersetzungen erschienen. Es ist wohl das populärste Prosawerk der tschechischen Literatur. Der Roman trägt starke autobiographische Züge. Im Mittelpunkt steht die gütige Babička, die zu einer national-romantischen Identifikationsfigur wurde. Erzählt wird das idyllische Landleben im Aupatal, im Babiččino údolí (Großmuttertal), mit dem Dorf und Schloss Ratibořice. Auch die Schlossherrin Wilhelmine von Sagan wird idealisierend als verständnisvolle Fürstin (paní kněžna) charakterisiert.
In der Zeit, als Božena Němcová an der Babička schrieb, hatte sie physische, psychische und finanzielle Probleme. Die romantischen und idealisierenden Beschreibungen der Romanfiguren sowie der Landschaft können als Flucht vor der eigenen, bitteren Realität gedeutet werden – als ein idealisierender Blick Němcovás zurück in die behütete Kindheit. Der Roman wurde mehrmals erfolgreich verfilmt.

### Kávová společnost
Der kurze Text erschien erstmals 1855 und ist ein satirisches Abbild der Gesellschaft mit vielen autobiographischen Elementen. Der Titel bedeutet auf Deutsch wörtlich Kaffee-Gesellschaft, sinngemäß Kaffeekränzchen. Bemerkenswert ist die Vielzahl deutscher Ausdrücke – sowohl dialektaler als auch hochsprachlicher – im Werk, die einerseits zur Charakterisierung der Figuren dienen und andererseits die damalige sprachliche Situation im Kaisertum Österreich widerspiegeln. Inhalt des Textes ist ein Treffen von sieben Damen der Gesellschaft einer Kleinstadt zum Kaffee, bei dem heftig geklatscht und getratscht wird – vor allem über eine Dame, deren Verhalten die Damen aufs Heftigste kritisieren. Diese Person hat starke Ähnlichkeit mit Božena Němcová, auch sie erlebte während ihres Aufenthaltes in Nymburk derlei Gerede und Ausgrenzung.
- Kávová Společnost. In: M. Meřman, F. Váhala, B. Havránek (Hrsg.): Básně a jiné práce. Spisy Boženy Němcové. Sv.11, SNKLHU, Praha 1957, S. 177–185

### Weitere Werke
- Mich zwingt nichts als Liebe
- Aus einer kleinen Stadt (Chudí lidé)
- Der Herr Lehrer (Pan učitel)
- Tschechische Märchen
- Durch diese Nacht sehe ich keinen einzigen Stern, ISBN 3-932109-03-1

## Märchensammlung
Aus den Sammlungen Das goldene Spinnrad, Der König der Zeit und aus Märchen
| - Das Goldene Spinnrad – Zweischwesternmärchen (vgl. Einäuglein, Zweiäuglein und Dreiäuglein) - Die zwölf Monate – Zweischwesternmärchen (vgl. Frau Holle) - Die drei goldenen Federn (vgl. Die drei goldenen Haare des Sonnenkönigs und Der Teufel mit den drei goldenen Haaren) - Der Adler, die Nachtigall und die Rose - Salz ist wertvoller als Gold (vgl. Die Gänsehirtin am Brunnen) - Sternberg - Der unerschrockene Mikesch - Der Schafhirt und der Drache - Der Weg zur Sonne und zum Mond (vgl. Der Teufel mit den drei goldenen Haaren) - Katinka und der Teufel - Bestrafter Stolz (vgl. König Drosselbart) - Wie Jaromil das Glück fand (Schlossgärtnermotiv) - Marischka (vgl. Marienkind, Blaubart) - Gibt es Gerechtigkeit auf der Welt? - Der gerechte Bohumil - Des Teufels Schwager (vgl. Des Teufels rußiger Bruder) - Der Nimmersatt (vgl. Des Teufels rußiger Bruder) - Die sechs Rastelbinder und der Teufel - Die Totenwache - Die Waldfee, auch Die Waldnymphe - Die Hexe Katrenka - Viktorka - Kater, Hahn und Sense - Jura und seine Brüder (vgl. Der kleine Klaus und der große Klaus) - Schlauheit ist keine Hexerei - Wer hat die Tauben gegessen - Gevatter Matthes - Heimgezahlt - Der Bauer als gnädiger Herr - Hans und die Bäuerin - Die treue Frau - Das kluge Mädchen aus den Bergen - Das hoffärtige Mädchen - Der starke Ztibor - Der Türke und die schöne Katharina | - Der Erzkönig - Die sieben Wanderer (vgl. Die Bremer Stadtmusikanten) - Der König der Zeit (vgl. Der kleine Klaus und der große Klaus, Němcovás Die zwölf Monate) - Karchen Martin (vgl. Rumpelstilzchen) - Der Hirtenbub - Die Rosenknospe (vgl. Die Schöne und das Biest) - Der kluge Sohn (vgl. Das tapfere Schneiderlein, Hans im Glück, Der Meisterdieb) - Breitbauch, Himmelhoch und Feuerauge - Drei Haselnüsse für Aschenbrödel (vgl. Aschenputtel) - Goldmarie (vgl. Frau Holle) - Berona (vgl. Der goldene Vogel, Das Wasser des Lebens) - König Schurina und Otolienka (das Motiv der magischen Flucht. Vgl. Der Liebste Roland) - Die Prinzessin vom gläsernen Berg - Der Feuervogel und die Meeresprinzessin (vgl. Das Wasser des Lebens) - Fürchtenichts (vgl. Märchen von einem, der auszog das Fürchten zu lernen) - Die drei Rabenbrüder (vgl. Die sieben Raben) - Der Sonnenkönig, der Mondkönig, der Windkönig, die schöne Uliana und die zwei Pferdchen - Die drei Zitronen (vgl. Die Liebe zu den drei Orangen) - Eichenschreck (vgl. Der unerschrockene Mikesch) - Der größte Aschenpeter der Welt - Die drei verwunschenen Fürsten (vgl. Schneeweißchen und Rosenrot) - Das Zauberschwert (vgl. Der Eisenhans) - Das Märchen vom Knusperhäuschen (vgl. Hänsel und Gretel) - Der weise Goldschmied - Prinz Bajaja (vgl. Die zwei Brüder, Der Eisenhans, Prinz Aberjaja von Ondřej Cikán) - Die sieben Raben (vgl. Die sieben Raben) - Die kluge Prinzessin - Bübchen Rainer |

## Verfilmungen
- 1949 – Die wilde Barbara (Divá Bára, ČSR)
- 1950 – Bajaja (von Jiří Trnka, ČSR)
- 1952 – Die stolze Prinzessin (Pysná princezna)
- 1955 – Es war einmal ein König (Byl jednou jeden král, ČSR) mit Jan Werich – nach derselben Vorlage wie Der Salzprinz (1982)
- 1971 – Prinz Bajaja (ČSSR)
- 1971 – Die Großmutter (Babička, ČSSR) Fernsehserie mit Libuše Šafránková (Deutsche Erstausstrahlung 20. Januar 1974, DDR1); Regie Antonín Moskalyk[10]
- 1973 – Drei Haselnüsse für Aschenbrödel (Tři oříšky pro Popelku, ČSSR/DDR) mit Libuše Šafránková
- 1981 – Die drei goldenen Haare des Sonnenkönigs (Tři zlaté vlasy děda Vševěda, ČSSR)
- 1982 – Der Salzprinz (Sůl nad zlato, ČSSR) mit Libuše Šafránková als Maruška
- 1983 – Vom tapferen Schmied (O statečném kováři, ČSSR); nach dem Märchen Der unerschrockene Mikesch
- 1984 – König Drosselbart (Král Drozdí brada, ČSSR) mit Adriana Tarábková
- 1984 – Mit dem Teufel ist nicht gut spaßen (S čerty nejsou žerty, ČSSR)
- 1987 – Die Pfauenfeder (Pávie pierko, tschechisch: Paví pírko, ČSSR/BRD) mit Eva Vejmělková als Prinzessin; nach dem Märchen Die drei goldenen Federn
- 1988 – Der Furchtlose (Nebojsa) mit Jan Króner als furchtloser Ondra, Zuzana Skopálová als Prinzessin
- 1995 – Die verschwundene Prinzessin, CZ (nach Němcovás Märchen Sternberg)
- 2012 – Die zwölf Monate

## Film
- Durch diese Nacht sehe ich keinen einzigen Stern, Kino-Spielfilm, Deutschland, Tschechien, 2005, 109 Min., Buch und Regie: Dagmar Knöpfel, Produktion: Avista Film, BR, arte, Kinostart: 17. November 2005, Darsteller: Corinna Harfouch als Božena Němcová, Bolek Polívka als Josef Němec, Inhaltsangabe von filmstarts.de, Presseheft

## Rezeption
Das 1868 gegründete Božena Němcová-Theater spielt im Gebäude des vormaligen Stadttheaters Franzensbad. 